# Gobrias (sátrapa)
Gobrias (em persa: Gaubaruva) foi sátrapa da Babilônia e dos países "do outro lado do rio" (lado ocidental do Eufrates, na área da Síria e Palestina). Foi nomeado para o cargo pelo rei persa Ciro, o Grande em 535 a.C. Seu nome aparece em vários textos cuneiformes da Babilônia, onde ele é chamado de Gubâru. Sabe-se por esses textos que Gobrias interveio em um conflito entre o templo de Eana e a cidade de Uruque. Um dos seus subordinados foi Fárnaces, fundador da dinastia farnácida, que é mencionado numa tabuinha de 528 a.C., durante o reinado do sucessor de Ciro, Cambises II.
Gobrias é mais conhecido pelo número de canais que fez, que foram cavados ou reparados. Vários textos cuneiformes referem-se a esta atividade, e mais de seis séculos mais tarde, o autor romano Plínio, o Velho sabia de um prefeito Gobares que tinha cortado um canal para proteger a Babilônia das inundações do Eufrates.
Não está claro se Gobrias vivia no ano dos acontecimentos de 522 a.C., quando o mago Gaumata usurpou o poder no Império Aquemênida após a morte de Cambises, Dario I e outros seis nobres assassinaram Gaumata, Dario se tornou o novo rei e os babilônios se rebelaram contra Dario na liderança de um novo rei, Nidintu-Bel. É possível que Gobrias tenha sido assassinado durante essa revolta. Teve um filho chamado Nabugu.